# 니네체르
니네체르(Nynetjer)는 이집트 제2왕조의 3번째 파라오이다. 호루스 이름은 '니네체르'로, "신과 같다"는 뜻이다.
팔레르모 석은 그의 재위 6년부터 26년까지의 여러 가지 사건들을 기록하고 있다.
재위 9년에는 아피스 황소의 달리기 축제를 열었다.
재위 13년에 '솀-레'라는 도시와 '북쪽의 집'이 공격을 받았다.
재위 15년에 카세켐위가 탄생하였다.
마네토에 따르면 니네체르는 여성도 왕위를 계승할 수 있음을 선포하였다.

## 참고 문헌
- 피터 클레이턴(Peter Clayton) 저, 정영목 역, 《파라오의 역사》, 까치, 2004

| 전임 라네브 | 제3대 이집트 제2왕조의 파라오 43년 ~ 45년 재위 | 후임 웨네그 |